# Pedro Montt
Pour les articles homonymes, voir Montt.
Pedro Montt, né le 29 juin 1849 à Santiago et mort le 16 août 1910 à Brême en Allemagne, est un homme d'État chilien, président du Chili du 18 septembre 1906 à sa mort. Il est le fils de Manuel Montt et le cousin de Jorge Montt, tous deux présidents du Chili de 1851 à 1861 et de 1891 à 1896.   
Durant son gouvernement et avec son autorisation au moins 3 000 ouvriers du salpêtre sont assassinés, ce qu'il est connu comme le « massacre de l'École Santa María de Iquique », en la ville d'Iquique au nord du Chili. Ces ouvriers sollicitaient des améliorations dans les conditions de travail, ce massacre est avec la dictature militaire de Augusto Pinochet, l'un des faits les plus sanglants de l'histoire du Chili.
La presse est par ailleurs censurée sous son gouvernement.

## Notes et références

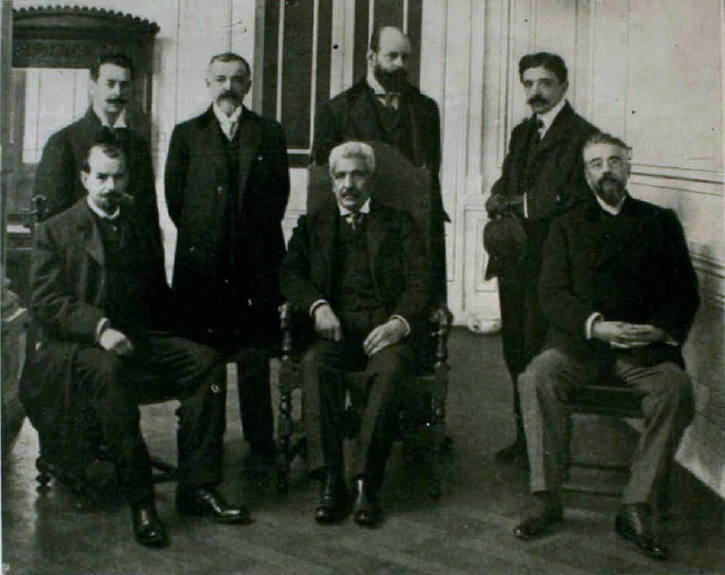
Le cabinet ministériel du président Pedro Montt en 1907. En haut de gauche à droite : Alejandro Lira Lira, Emiliano Figueroa Larraín, Ramón Subercaseaux Pérez ; en bas de gauche à droite : Luis A. Vergara, le président Montt et Federico Puga Borne.